# Casa Oliver G. Traphagen
La casa Oliver G. Traphagen, también conocida como Redstone, es un edificio residencial histórico en Duluth, una ciudad portuaria del estado de Minnesota (Estados Unidos). Construido en 1892 como dúplex, fue diseñado y habitado por el arquitecto Oliver G. Traphagen (1854-1932). El edificio fue incluido en el Registro Nacional de Lugares Históricos en 1975 por su importancia local en el tema de la arquitectura. Fue nominado por su asociación con Traphagen, reconocido junto con su socio comercial Francis W. Fitzpatrick como los principales arquitectos de Duluth de finales del siglo XIX.
En 2014, la casa resultó gravemente dañada por un incendio provocado.

## Descripción

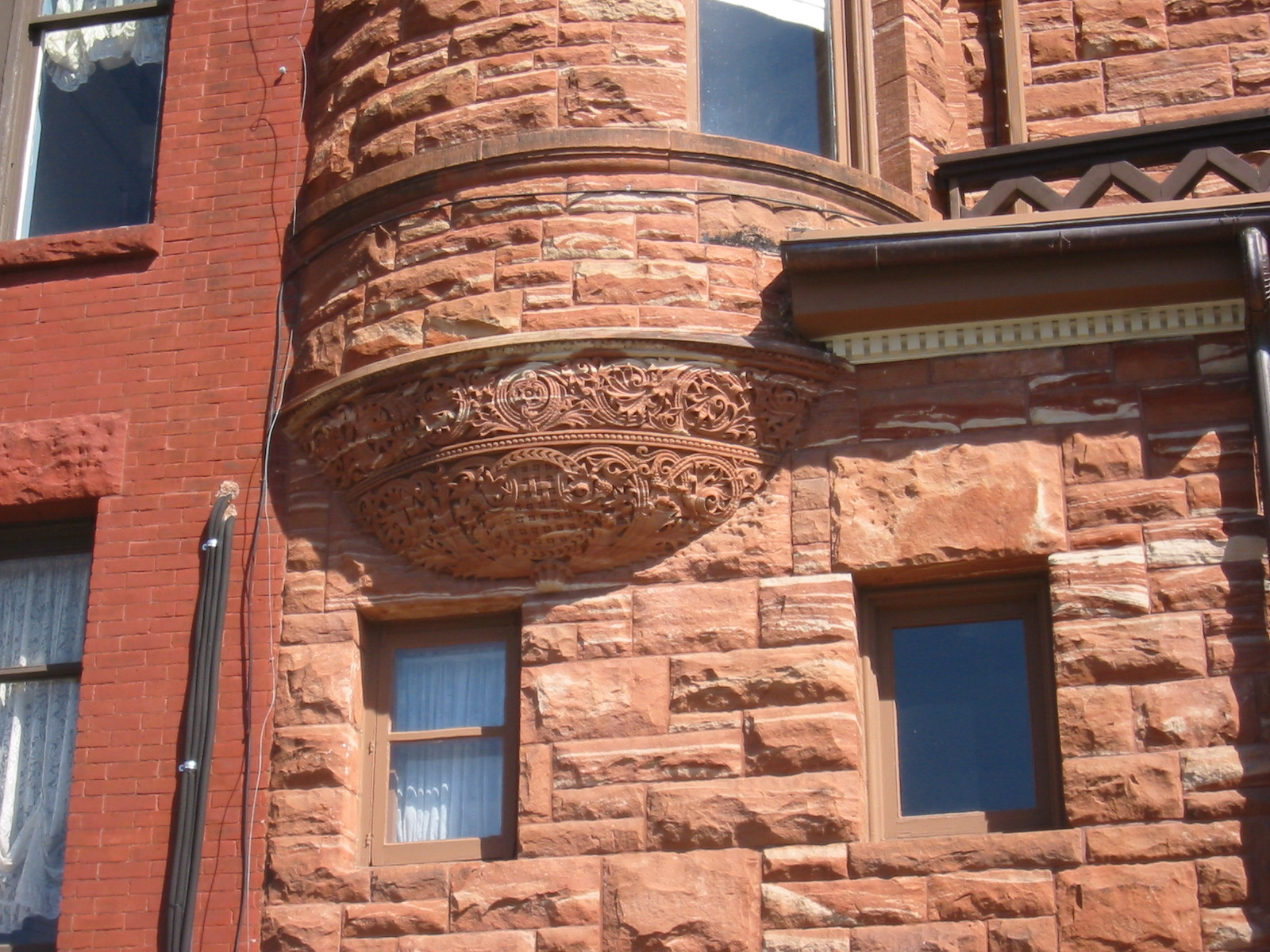
Detalle del trabajo de piedra arenisca debajo de la torreta

La casa Traphagen es una mansión victoriana de tres pisos. La fachada principal está construida con piedra arenisca roja local y presenta tallados ornamentados y escaparates, junto con torres y buhardillas inusuales. Las otras tres caras del edificio están revestidas de ladrillo rojo. Las elevaciones laterales sin adornos indican que la casa colindaba con otros edificios.
Está construida en un terreno estrecho y mide 13 m ancho y 22 m largo, con un patio delantero mínimo y sin patios laterales. Un porche envolvente se extiende a lo ancho de la planta baja, con balaustradas de piedra que marcan las esquinas de las dos entradas. La Casa Traphagen fue diseñada originalmente como un dúplex con dos entradas separadas y planos de planta muy similares a ambos lados, con la excepción de las ventanas delanteras. El lado oeste tiene ventanas curvas, mientras que el lado este tiene ventanas rectas con revestimiento de madera debajo. El interior totaliza más de 855 m². Ambas unidades tenían un salón, una sala de estar, una biblioteca, un comedor y una cocina en la planta baja y dormitorios en los dos pisos superiores. Cada habitación principal tenía su propia chimenea. La casa tiene 10 chimeneas en total, todas menos una conservan su azulejo original. La casa también tiene artefactos de iluminación antiguos en la mayoría de las habitaciones. Estos artefactos funcionaban con gas o electricidad, porque en ese momento el cableado eléctrico interior aún era nuevo y aún no estaba probado.

## Historia
Cuando completó esta casa en 1892, Oliver G. Traphagen ya era considerado el arquitecto más destacado de Duluth. Se había mudado a la ciudad a principios de los años 1880 con sus hermanos George y Walter, después de una infancia en Nueva York y unos años en Saint Paul, donde había trabajado como carpintero. Duluth estaba en auge y Traphagen ascendió rápidamente de carpintero a contratista y a arquitecto. En 1890, sus créditos incluían el Ayuntamiento de Duluth, 20 edificios comerciales y 50 residencias. La asociación con Francis W. Fitzpatrick trajo un reconocimiento adicional, ya que su firma diseñó varios edificios en Duluth.
En medio de su éxito, Traphagen diseñó esta casa para él y su familia. En 1896, él y Fitzpatrick disolvieron su sociedad comercial y Traphagen trabajó de forma independiente durante casi un año. Sin embargo, uno de sus hijos se enfermó y los Traphagens decidieron mudarse al clima más saludable de Honolulu, en el archipiélago de Hawái.
Oliver Traphagen vendió la casa al magnate minero Chester Congdon, quien vivió allí con su familia desde 1897 hasta que se completó su mansión Glensheen Los Congdon, que todavía eran dueños de la casa, la subdividieron en nueve pequeños apartamentos en 1919. Continuó sirviendo como un edificio de apartamentos durante los siguientes 67 años, bajo una sucesión de propietarios y una decrepitud creciente. En 1986, el empresario local Howard Klatzky se enamoró del edificio y lo compró para que fuera la sede de su empresa de publicidad. "Se lo compré a un señor de los barrios marginales que lo había tenido en cuatro ocasiones diferentes", señaló Klatzky. Realizó extensas renovaciones y equipó el edificio con antigüedades de época. Con el edificio rezonificado para uso comercial, HT Klatzky and Associates se había mudado completamente en la primavera de 1987. Klatzky se jubiló en 2012 y vendió la empresa a dos socios comerciales de toda la vida, que la rebautizaron como HTK Marketing Communications. Para entonces, otra firma, Ledingham Promotional Advertising, también tenía oficinas en Traphagen House.

## Incendio
Poco después de la medianoche del 18 de agosto de 2014, se produjo un incendio en el primer piso de la unidad oeste y se extendió por una escalera hasta el segundo piso. Los bomberos de Duluth apagaron el incendio, pero lo que el propietario Howard Klatzky describió como "la parte más elegante de todo el edificio" resultó profundamente dañado y el exterior quedó ennegrecido por ese lado.
Por la mañana, el dueño de un negocio al otro lado de la calle encontró un cóctel Molotov que había sido arrojado a través de la ventana de su sótano pero no se encendió. Los funcionarios declararon que los incidentes probablemente estaban relacionados y abrieron una investigación por incendio provocado.
El incendio en la casa Traphagen se produjo justo cuando las empresas arrendatarias estaban a punto de trasladarse a instalaciones más modernas en el DeWitt-Seitz Building en el Canal Park de Duluth. La medida planeada significaba que Klatzky había conservado la propiedad del edificio y, a principios de ese verano, lo había puesto en el mercado por 750 000 dólares. También había hecho arreglos para vender sus muebles antiguos en una subasta. Aproximadamente las tres cuartas partes de las antigüedades de la casa fueron rescatadas, aunque muchos de sus valores se redujeron por los daños causados por el hollín y el humo.
En noviembre de 2014, la casa desocupada y dañada por el fuego fue asaltada, y los ladrones extrajeron tuberías, plomería y cableado para su metal.
La Casa Traphagen se mantuvo estructuralmente sólida y Klatzky aspiraba a salvar el edificio. En abril de 2015 lo vendió a desarrolladores privados por 1000 dólares. Un portavoz declaró que el nuevo grupo de propietarios "cree que es una propiedad intrínsecamente valiosa y la querían incluso sin saber cuáles serían los costos de restauración". Sin embargo, advirtió que la demolición era una posibilidad si el edificio resultaba económicamente inviable para restaurar.